# Turbinellidae
Turbinellidae  Swainson, 1835 è una famiglia di molluschi gasteropodi della sottoclasse Caenogastropoda.

## Descrizione
Conchiglia spessa e pesante, da biconica a fusiforme, generalmente scolpita grossolanamente. Scultura esterna prevalentemente a spirale, spesso nodulosa a spinosa sulla spalla. Periostraco cospicuo. Presenza di canale sifonale, da lungo a corto. Apertura del labbro interno per lo più con diverse pieghe forti. Opercolo spesso e corneo, simile a un artiglio con un nucleo terminale. Testa piccola, con un muso lungo e occhi alle basi esterne dei tentacoli. Piede largo, a volte bifido anteriormente.
La famiglia ospita alcuni fra i più grandi gasteropodi viventi, quali il  Syrinx aruanus che ha una conchiglia lunga fino a 80 cm.
Queste specie sono comuni nelle acque tropicali e subtropicali da litorale a poco profondo, su barriere coralline o fondali sabbiosi. Animali carnivori, predatori di vongole, vermi sipunculidi o policheti. Sessi separati, fecondazione interna. Uova deposte in serie di capsule spesse e cornee, formando nastri o masse attorcigliate. I gusci dei vasi sono comunemente raccolti per il cibo dalle popolazioni costiere e i loro gusci spessi sono usati come fonte di calce o come ornamenti.

## Tassonomia

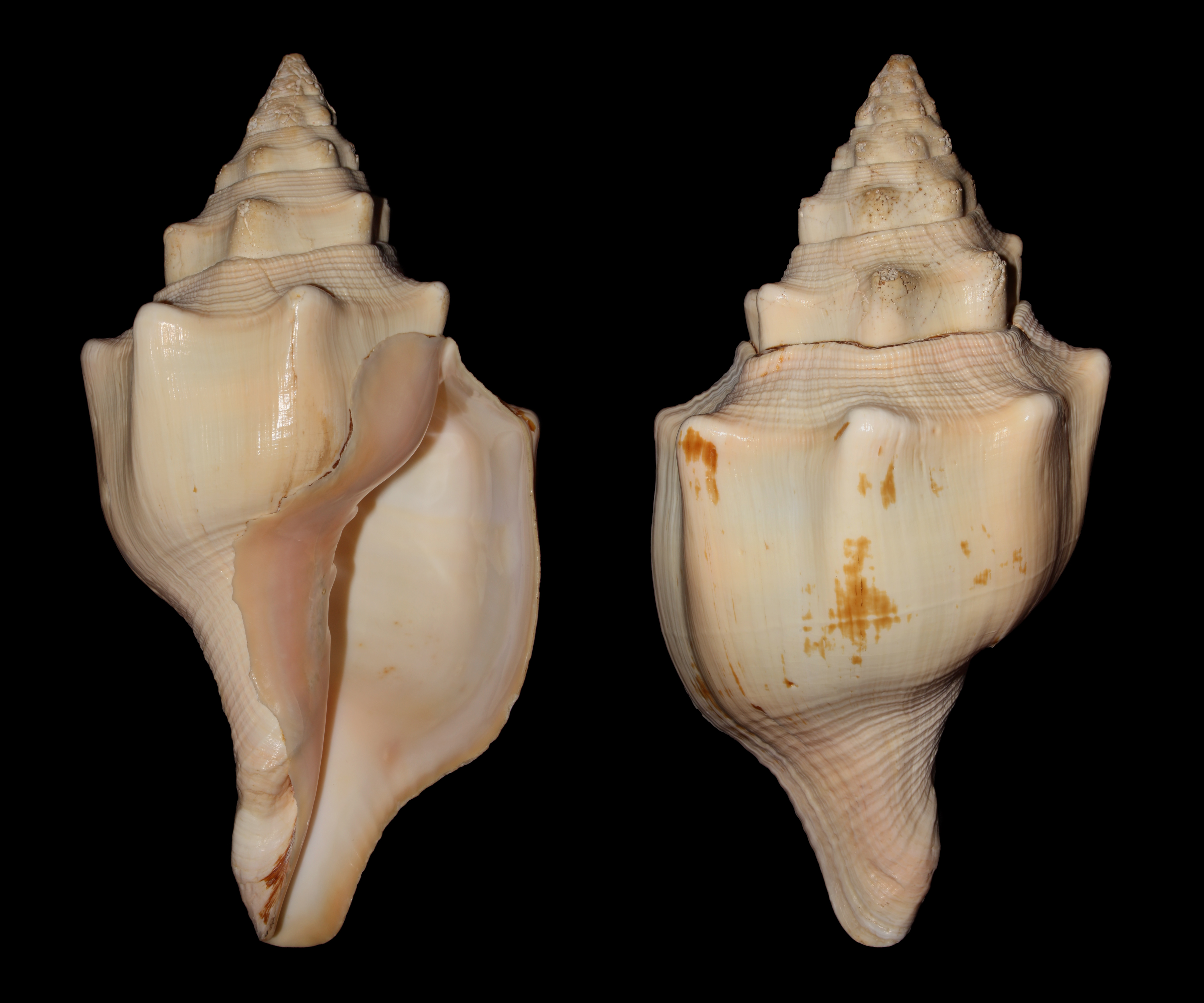
Turbinella angulata (Turbinellinae)

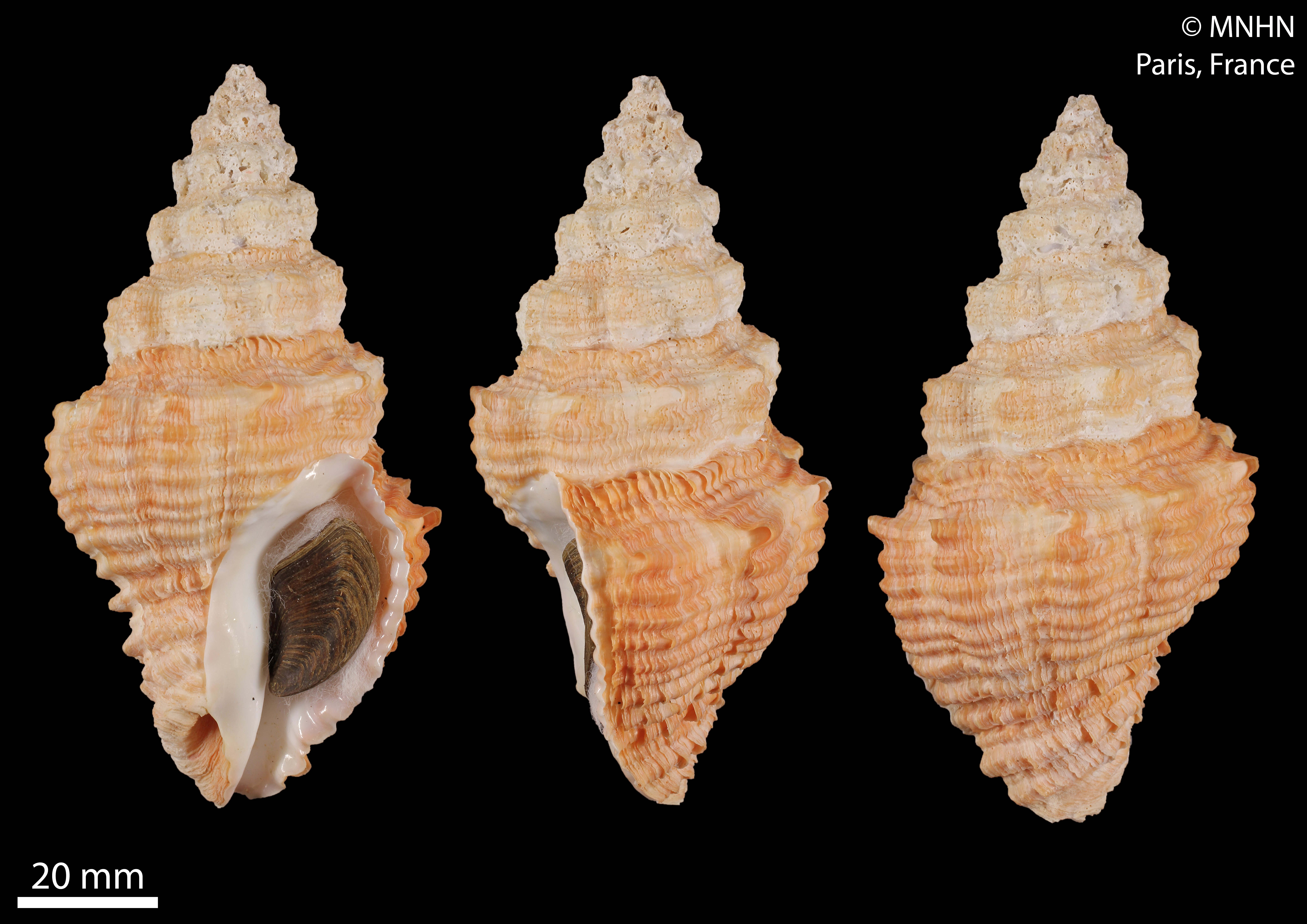
Altivasum flindersi (Vasinae)

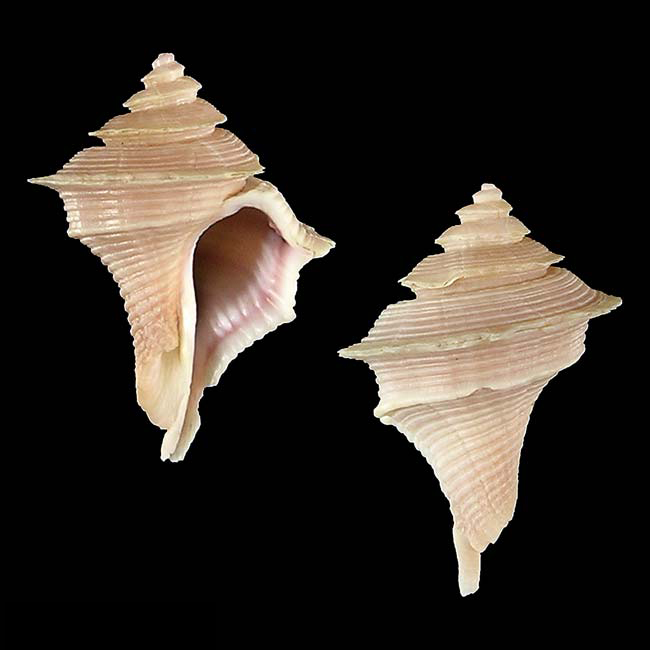
Enigmavasum enigmaticum (Vasinae)

La famiglia è composta da due sottofamiglie con un totale di otto generi, di cui uno estinto, per un totale di 40 specie accettate:
- Sottofamiglia Turbinellinae Swainson, 1835
  - Genere Cryptofusus Beu, 2011
  - Genere Syrinx Röding, 1798
  - Genere Turbinella Lamarck, 1799
- Sottofamiglia Vasinae H. Adams & A. Adams, 1853 (1840)
  - Genere Altivasum Hedley, 1914
  - Genere Enigmavasum Poppe & Tagaro, 2005
  - Genere † Fyfea  Finlay & Marwick, 1937 
  - Genere Tudivasum Rosenberg & Petit, 1987
  - Genere Vasum Röding, 1798

Appartengono inoltre alla famiglia due generi estinti non assegnati a sottofamiglie:
- Genere † Fascioplex   Marwick, 1934
- Genere † Pisanella   Koenen, 1865